# Nicolás Domínguez
Nicolás Martín Domínguez (* 28. Juni 1998 in Haedo, Buenos Aires) ist ein  argentinischer Fußballspieler, der beim englischen Erstligisten Nottingham Forest unter Vertrag steht. Der Mittelfeldspieler ist seit September 2019 A-Nationalspieler seines Heimatlandes.

## Karriere

### Verein
Domínguez kam im Alter von sieben Jahren in die Jugend des CA Vélez Sarsfield und durchlief in der Folge sämtliche Juniorenmannschaften des Hauptstadtvereins. Anfang 2017 wurde er in die erste Mannschaft von Trainer Omar De Felippe befördert und gab am 10. März (15. Spieltag) beim 3:2-Heimsieg gegen die Estudiantes de La Plata sein Debüt in der ersten argentinischen Spielklasse. Beim 3:0-Auswärtssieg gegen den CA Tigre am 3. Juni 2017 erzielte er sein erstes Tor im professionellen Fußball. In dieser Saison 2016/17 kam er in 12 Spielen zum Einsatz und erzielte einen Treffer. In der folgenden Spielzeit 2017/18 schaffte er es in die Startformation durchzudringen und machte 24 Ligaspiele, in denen er zwei Vorlagen gab. Diesen Platz behielt er in der nächsten Saison 2018/19 bei und am 6. Oktober 2018 erzielte er bei der 1:3-Niederlage beim CA San Martín de San Juan sein zweites Tor in seiner Karriere. Er kam in dieser Spielzeit in allen 25 Ligaspielen von Beginn an zum Einsatz und erzielte drei Tore und assistierte bei einem weiteren.
Am 30. August 2019 verpflichtete der italienische Erstligist FC Bologna Nicolás Domínguez für eine Ablösesumme in Höhe von 7,35 Millionen Euro, welche sich durch Bonuszahlungen noch auf 10 Millionen Euro erhöhen kann. Er verblieb jedoch nicht bei den Rossoblu, sondern wurde umgehend für die restliche Saison 2019/20 an Vélez Sarsfield zurückverliehen. Nachdem er in 13 Ligaspielen für Vélez fünf Saisontore schoss, wurde er am 9. Januar 2020 vorzeitig zu Bologna zurückbeordert. Sein Serie-A-Debüt bestritt er drei Tage später bei der 0:1-Auswärtsniederlage gegen den FC Turin, als er in der Schlussphase für Andrea Poli eingewechselt wurde.
Im September 2023 wechselte er zu Nottingham Forest und unterschrieb dort einen Fünfjahresvertrag.

### Nationalmannschaft
Am 6. September 2019 debütierte er beim 0:0-Unentschieden im Freundschaftsspiel gegen Chile für die argentinische Nationalmannschaft, als er in der 67. Spielminute für Rodrigo de Paul eingewechselt wurde.
Bei der Copa América 2021 wurde er in zwei Gruppenspielen, einem 1:0-Sieg über Paraguay und einem 4:1-Sieg gegen Bolivien eingesetzt und jeweils nach seinem Torerfolg ausgewechselt. Durch den 1:0-Finalsieg seines Teams am 10. Juli 2021 über Titelverteidiger Brasilien gewann er die Copa América 2021.

## Erfolge
- Copa-América-Sieger: 2021